# تپه خوارزمی
تپه خوارزمی مربوط به هزاره اول قبل از میلاد است و در شهرستان کامیاران، بخش مرکزی، روستای گنبده علیا واقع شده و این اثر در تاریخ ۱۰ دی ۱۳۸۱ با شمارهٔ ثبت ۶۹۱۵ به‌عنوان یکی از آثار ملی ایران به ثبت رسیده است.